# Agnes Welin

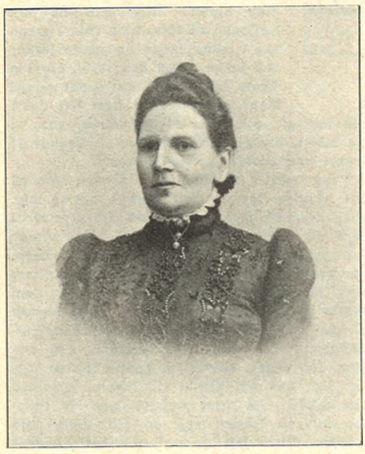
Agnes Welin in der Wochenzeitung Idun 1905

Agnes Carolina Albertina Welin (* 15. März 1844 in Härad (heute Gemeinde Strängnäs), Södermanlands län, Schweden als Agnes Hedenström; † 23. Juni 1928 in London) war eine schwedische Missionarin.
Agnes Hedenström arbeitete als Haushälterin auf einem Gutshof in Södermanland, wo sie sich der Erweckungsbewegung anschloss. 1876 ging sie nach London, um sich als Missionarin nach Indien oder China aussenden zu lassen. Aus gesundheitlichen Gründen musste sie den Plan aufgeben und arbeitete stattdessen in einem Seemannsheim für skandinavische Seemänner im East End. Sie setzte sich sehr für Abstinenz oder zumindest Mäßigung (Temperenz) ein, war aber dank ihres Humors und ihrer Unerschrockenheit bald äußerst beliebt.  1880 gründete sie das Scandinavian Seamen's Temperance Hostel in Whitechapel, um nach den Prinzipien der Seemannsmission skandinavischen Seeleuten eine Unterkunft außerhalb des Milieus der Hafenkneipen und Bordelle zu bieten. Weil sich das bald als zu klein erwies, initiierte sie eine Spendenkampagne und konnte 1888 ein größeres Haus in der Nähe der West India Docks eröffnen, das auch als Riverside House bekannt war. An der Eröffnung nahm der schwedische Prinz Oskar Karl August teil; zu den finanziellen Unterstützern gehörte auch Charles Stuart, 12. Lord Blantyre.
Anfang 1889 heiratete Agnes Hedenström den aus Schweden stammenden, aber in London tätigen Ingenieur Axel Welin, der gerade ein erfolgreiches Unternehmen gegründet hatte. Er unterstützte ihre karitative Tätigkeit nach Kräften. Die Ehe blieb kinderlos. Agnes Welin starb kurz nach einem Schlaganfall, betrauert als die „Mutter der skandinavischen Seemänner in London“. Nach ihrem Tod wurde das Heim zunächst geschlossen, 1930 aber durch die Heilsarmee als Obdachlosenheim (East London Hostel for homeless men) wieder eröffnet und bis 2003 betrieben.